# Pelargonium capitatum
Espèce
Classification phylogénétique

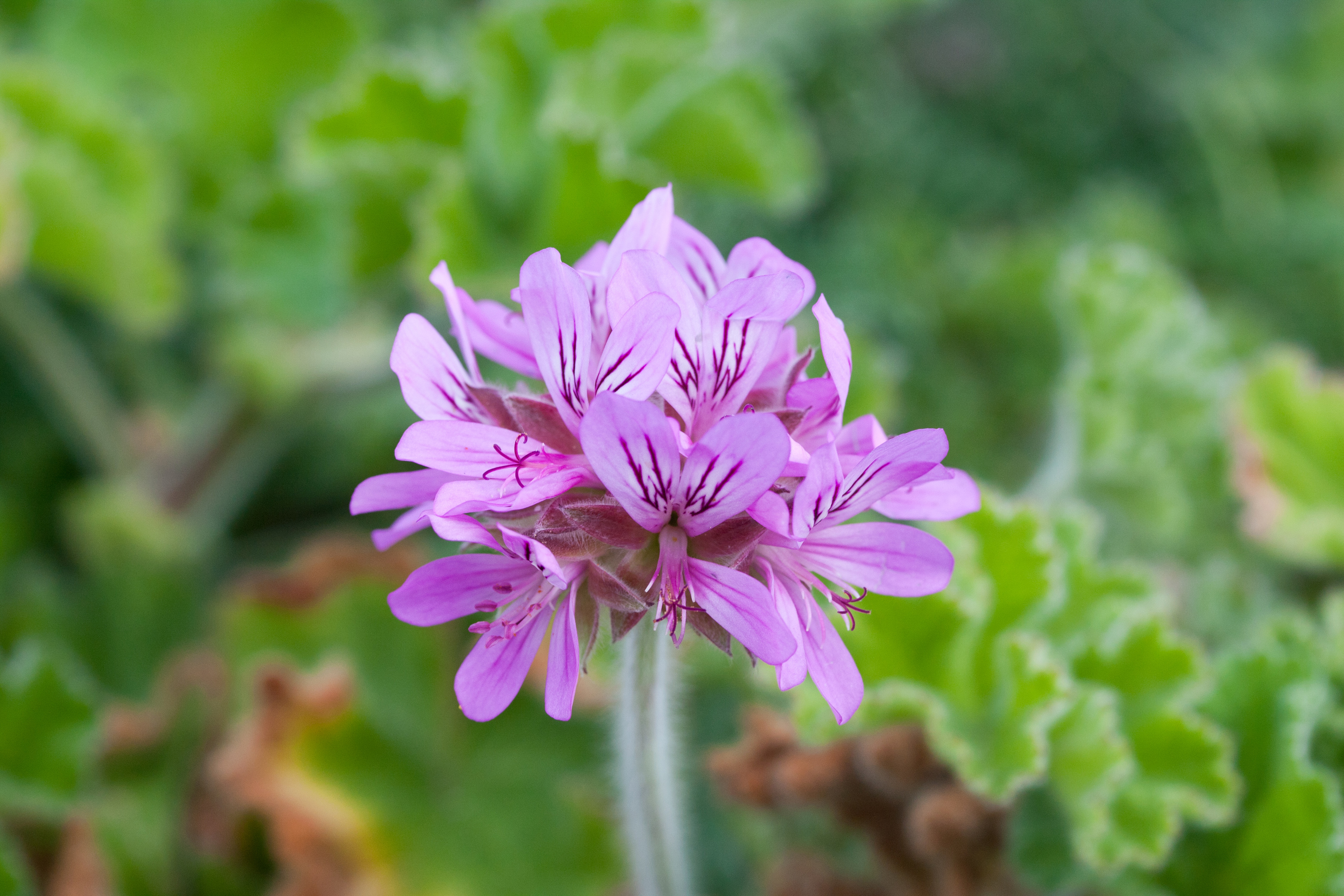
Inflorescence très dense de P. capitatum.

Pelargonium capitatum, le pélargonium à fleurs en tête est une espèce de plantes de la famille des Geraniaceae, croissant sur les côtes d'Afrique du Sud.
Elle est cultivée comme plante d'ornement et ses hybrides donnent des plantes aromatiques cultivées pour leurs huiles essentielles à odeur de rose.

## Étymologie et histoire
Le nom générique Pelargonium, en latin scientifique, dérive du grec pelargós (πελαργός), désignant la cigogne, la forme de leur fruit évoquant le bec de l'échassier. L'épithète spécifique capitatum est une flexion du latin capitatus « qui a une grosse tête » (Gaffiot).
Le P. capitatum fut un des premiers Geranium africanum à être importé d'abord en Hollande puis en Angleterre. En 1690, on le trouve avec P. cucullatum, dans une liste du jardin royal de Grande-Bretagne.

## Description
Pelargonium capitatum est un petit buisson, pérenne, généralement étalé et faiblement érigé, d'environ 30 cm de haut et de 1,50 m de large. Ses rameaux sont faibles, pubescents et font jusqu'à 60 cm de long. Il dégage une odeur de rose.
Les feuilles sont cordées à la base, à 3-5 lobes, ondulées, dentées et pubescentes. Elles font de 2 à 8 cm d'envergure et dégagent une odeur de rose.
Ses fleurs sessiles, d'environ 15 mm, prennent des couleurs variant du blanc au rose ou lilas. Elles sont groupées par 10 à 20, dans des têtes denses. Les 2 pétales supérieurs, veinés de rouge grenat, obovales, sont plus gros que les 3 pétales inférieurs. Il fleurit en Afrique du Sud de septembre à octobre.

## Distribution

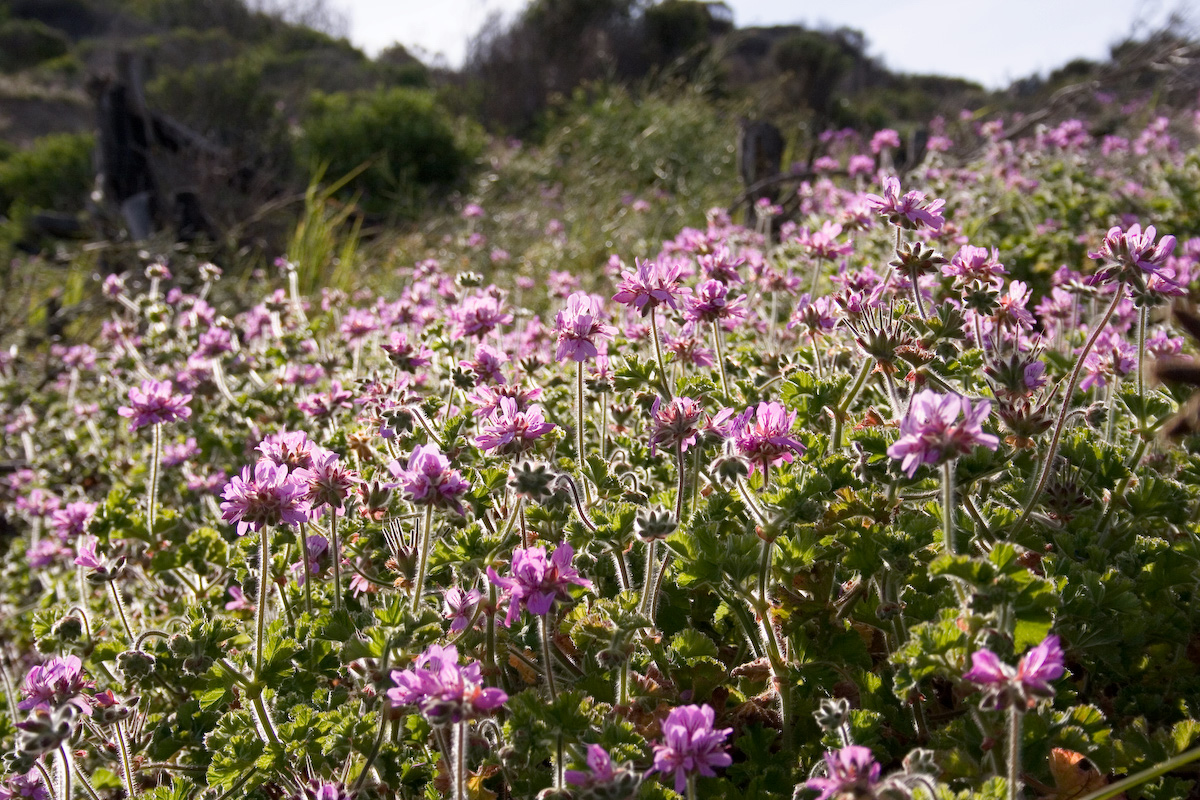
P. capitatum Afrique du Sud

Le pélargonium à fleurs en tête se rencontre le long de la côte sud-africaine, de  Lambert's Bay à Kwazulu-Natal.
Son habitat privilégié est constitué de dunes de sable, mais il pousse rapidement dans tous les types de sol, même les terrains argileux, et colonise facilement les terrains laissés nus.
Pelargonium capitatum est une des nombreuses espèces de plantes qui posent un problème majeur dans les régions côtières du sud-ouest de l'Australie car elle colonise les forêts de Banksia.

## Usages
- Médecine traditionnelle

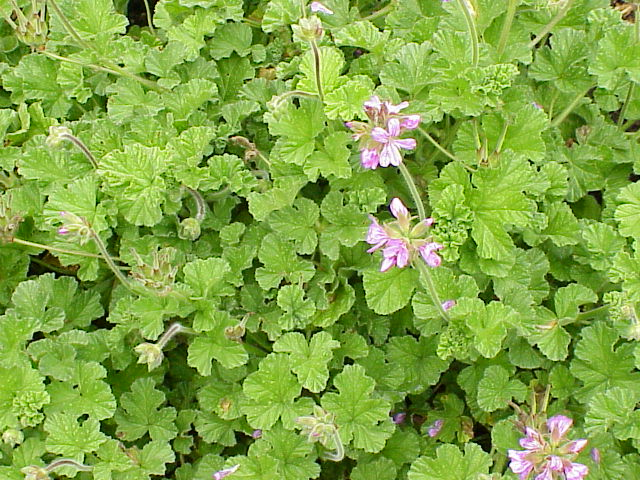
P. capitatum

L'infusion de ses feuilles était utilisée par les populations du Cap pour traiter les maladies des reins et de la vessie, les crampes d'estomac, la nausée, la diarrhée. Les feuilles broyées dans les mains peuvent être appliquées sur des écorchures pour les apaiser, sur la peau fissurée.
- Horticoles

L'espèce botanique Pelargonium capitatum est rarement cultivée dans les jardins, sauf en Afrique du Sud. Ses cultivars à forte odeur de rose sont plus communs.
- Huile essentielle

La véritable espèce sauvage Pelargonium capitatum est très pauvre en huile essentielle et possède une odeur de rose très faible. Demarne et al. ont pu établir, en analysant l'huile essentielle de 40 populations naturelles de P. capitatum d'Afrique du Sud, que la composition de l'huile essentielle est très variable d'une population à l'autre, indiquant qu'on est en présence de plusieurs chimiotypes. Les constituants principaux  sont le alpha-pinène (odeur de romarin), α-phellandrène, myrcène , γ-terpinène, β-caryophyllène, guaia-6, 9-diene, germacrène D, formiate de citronellyle, formiate de géranyle, citronellol, géraniol, terpinene-4-ol, 10-epi-γ-eudesmol, cis-Rose oxide et un sesquiterpène.
- Hybridations

Le cultivar 'Attar de Rose' d'un port plus redressé et plus aromatique est dérivé de P. capitatum.
Pelargonium capitatum est aussi un parent du géranium rosat, cultivar typique de La Réunion (hybride de P. capitatum x P. radens), donnant une huile essentielle (huile de Bourbon) très estimée des parfumeurs. Les concentrations de géraniol, citronellol et de leurs formiates y sont beaucoup plus élevées que dans P. capitatum.